# Paul's Boutique
Albums de Beastie Boys
Licensed to Ill
(1986) Check Your Head
(1992)
Singles
1. Hey Ladies
Sortie : 25 juillet 1989
2. Shadrach
Sortie : 30 octobre 1989

Paul's Boutique est le deuxième album studio des Beastie Boys, sorti le 25 juillet 1989.
L'album a été publié après l'installation du groupe à Los Angeles.
Les Beastie Boys sont considérés comme un groupe de rap, mais cet album révèle une importante culture musicale rock, notamment dans les textes qui sont une mine de références à des artistes tels que Bob Dylan, les Beatles ou Jimi Hendrix. Certains samples sont également issus de ce registre musical, tandis que d'autres sont piochés dans les domaines funk et disco.
Le 3 février 2009, à l'occasion du 20e anniversaire de la sortie de l'album, le groupe a sorti une version remastérisée de Paul's Boutique.

## Réception
Boudé par le public, sans aucune promotion, l'album est considéré comme un échec commercial par Capitol. Il s'est classé 14e au Billboard 200, 16e au Top Digital Albums et 24e au Top R&B/Hip-Hop Albums et a été certifié double disque de platine par la Recording Industry Association of America (RIAA) le 27 janvier 1999.
L'opus a néanmoins fait l'objet de critiques très positives. Ainsi, il figure sur la liste 1001 albums qu'il faut avoir écoutés dans sa vie et le magazine Rolling Stone l'a classé à la 156e place de sa liste des « 500 meilleurs albums de tous les temps ».

## Liste des titres
| No  | Titre                            | Contient un (des) sample(s) de | Durée |
| --- | -------------------------------- | --- | ----- |
| 1.  | To All the Girls                 | Loran's Dance d'Idris Muhammad | 1:29  |
| 2.  | Shake Your Rump                  | Funky Snakefoot d'Alphonse Mouzon Super Mellow de Louie Bellson, Shelly Manne, Willie Bobo et Paul Humphreys Tell Me Something Good de Ronnie Laws 6 O'Clock DJ (Let's Rock) de Rose Royce Born to Love You de Rose Royce Jazzy Sensation d'Afrika Bambaataa and The Jazzy 5 Dancing Room Only d'Harvey Scales Yo Yo de Rose Royce Get Off de Foxy That's the Joint de Funky 4 + 1 8th Wonder du Sugarhill Gang Unity (Pt. 2 - Because It's Coming) d'Afrika Bambaataa et James Brown | 3:19  |
| 3.  | Johnny Ryall                     | Momma Miss America de Paul McCartney One of These Days de Pink Floyd Magnificent Sanctuary Band de Donny Hathaway Sharon de David Bromberg Mr. Big Stuff de Jean Knight Military Cut - Scratch Mix de DJ Grand Wizard Theodore et Kevie Kev Rockwell AJ Scratch de Kurtis Blow Kool Is Back de Funk, Inc. (You Gotta) Fight for Your Right (To Party!) des Beastie Boys The New Style des Beastie Boys | 3:00  |
| 4.  | Egg Man                          | Superfly de Curtis Mayfield The Murder de Bernard Herrmann Dance to the Music de Sly & the Family Stone Drop It in the Slot de Tower of Power Sport de Lightnin' Rod featuring Kool & the Gang Main Title (Theme From Jaws) de John Williams I'm Ready des Commodores Egg Raid on Mojo des Beastie Boys Bring the Noise de Public Enemy You're Gonna Get Yours de Public Enemy | 2:57  |
| 5.  | High Plains Drifter              | Those Shoes des Eagles Up on Cripple Creek de The Band Put Your Love (In My Tender Care) du Fatback Band Suzy Is a Headbanger des Ramones Your Mama Don't Dance de Loggins & Messina | 4:13  |
| 6.  | The Sounds of Science            | The End des Beatles Sgt. Pepper's Lonely Hearts Club Band (Reprise) des Beatles When I'm Sixty-Four des Beatles Sgt. Pepper's Lonely Hearts Club Band des Beatles Walk From Regio's d'Isaac Hayes Back in the U.S.S.R. des Beatles Get Up, Get Into It, Get Involved de James Brown Don't Sniff Coke de Pato Banton My Philosophy des Boogie Down Productions | 3:11  |
| 7.  | 3-Minute Rule                    | Brave & Strong de Sly & the Family Stone Feel Good de Fancy Poet de Sly & the Family Stone | 3:39  |
| 8.  | Hey Ladies                       | Come Let Me Love You (Instrumental) de Jeanette « Lady » Day Magilla Gorilla de Hoyt S. Curtin Machine Gun des Commodores Holy Ghost des Bar-Kays Ain't It Funky Now de James Brown Hey DJ de la World's Famous Supreme Team The Ballroom Blitz de Sweet Shake Your Pants de Cameo So Ruff, So Tuff de Roger Jungle Boogie de Kool & the Gang Funky President de James Brown Party Time de Kurtis Blow Pumpin' It Up (Special Club Mix) des P-Funk All Stars Jazzy Sensation d'Afrika Bambaataa and The Jazzy 5 High Power Rap du Crash Crew Change the Beat (Female Version) de Beside | 3:47  |
| 9.  | 5-Piece Chicken Dinner           | Shuckin' the Corn d'Eric Weissberg et Marshall Brickman | 0:23  |
| 10. | Looking Down the Barrel of a Gun | Last Bongo in Belgium de l'Incredible Bongo Band Mississippi Queen de Mountain | 3:28  |
| 11. | Car Thief                        | Rien Ne Va Plus de la Funk Factory Hurdy Gurdy Man de Donovan I'll Bet You des Jackson 5 Drop the Bomb de Trouble Funk Address to the Crowd de Max Yasgur | 3:39  |
| 12. | What Comes Around                | Moby Dick de Led Zeppelin Put on Train de Gene Harris and The Three Sounds It's Hot Tonight d'Alice Cooper | 3:07  |
| 13. | Shadrach                         | Loose Booty de Sly & the Family Stone Funky Drummer de James Brown Never Let 'Em Say de Ballin' Jack Hot and Nasty de Black Oak Arkansas Do Your Dance de Rose Royce King Tim III (Personality Jock) du Fatback Band featuring King Tim III For Those About to Rock (We Salute You) d'AC/DC Say What? de Trouble Funk That's the Joint de Funky 4 + 1 Sugarhill Groove du Sugarhill Gang | 4:07  |
| 14. | Ask for Janice                   | | 0:11  |
| 15. | B-Boy Bouillabaisse              | Folsom Prison Blues de Johnny Cash Loran's Dance d'Idris Muhammad That Lady des Isley Brothers Burundi Black de Burundi Steiphenson Black Are You Experienced? de Jimi Hendrix The Well's Gone Dry des Crusaders Stop That Train de Keith & Tex Ebony Jam de Tower of Power Let the Music Take Your Mind de Kool & the Gang Save the World du Southside Movement Into the Night de Sweet When the Levee Breaks de Led Zeppelin New York, New York de John Battles, Cris Alexander et Adolph Green Buffalo Gals de Malcolm McLaren Good Times de Chic Good to Go de Trouble Funk Scenario des Beastie Boys High Power Rap du Crash Crew Hey Pocky A-Way des Meters Rocket in the Pocket (Live) de Cerrone Starski Live at the Disco Fever de Lovebug Starski Here We Go (Live at the Funhouse) de Run–D.M.C. My Philosophy des Boogie Down Productions Change the Beat (Female Version) de Beside New Zealand Interview 1979 de Bob Marley et Dylan Taite | 12:33 |

| 16. | 33% God                          | Richard Pryor Dialogue de Richard Pryor Daddy Rich de Rose Royce Jazzy Sensation d'Afrika Bambaataa and The Jazzy 5 Rock the House des B-Boys | 3:53 |
| 17. | Dis Yourself in '89 (Just Do It) | Mustang Sally de Wilson Pickett Cut the Cake de l'Average White Band Boogie on Reggae Woman de Stevie Wonder Baretta's Theme de Sammy Davis Jr. Jungle de l'Electric Light Orchestra Spanish Inquisition des Monty Python Break Dance - Electric Boogie de West Street Mob Shake You Down de Gregory Abbott Foxy Lady de Jimi Hendrix Change the Beat (Female Version) de Beside | 3:29 |